# Tre små gummor

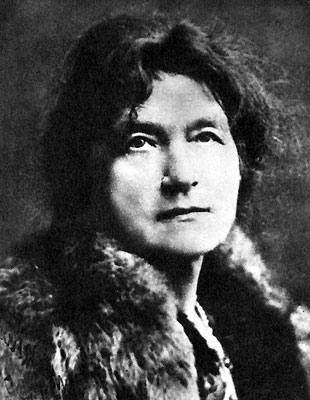
Anna Maria Roos i mitten av 1930-talet

"Tre små gummor" är en dikt av Anna Maria Roos publicerad första gången 1909 i Fyra barn i Biskra. Där förekommer dikten med fyra strofer som en visa som sjungs av kvinnan Tananna för barnen i berättelsen i kapitlet "Ute i öknen". I utgåvan finns ingen melodi angiven.

## Texten
Första strofen ur Fyra barn i Biskra lyder:
Tre små gummor skulle gå en gång

till marknaden i Nora,

som räcker hela dagen lång

och fröjdar små och stora.

– Ja, vi ska ha roligt, sa gummorna små,

vi ska ha roligt, det kan ni förstå,

och åka karusell

och äta karamell

och fröjdas hela dagen i Nora!
År 1915 publiceras texten igen, denna gång med musik, i samlingen Lekar och sagospel. Här är texten tonsatt med pianoackompanjemang och avslutar det lilla teaterstycket "På marknaden". Texten är något bearbetad och första strofen lyder:
Tre små gummor skulle gå en gång

till marknaden i Nora,

som räcker hela dagen lång

och fröjdar små och stora.

»Si, där ska vi ha roligt, vi»,

sa' gummorna små.

»Ja, nog ska vi ha roligt, vi,

det kan ni förstå,

och åka karusell

och äta karamell

och fröjdas hela dagen i Nora.»
I sångböcker under senare delen av 1900-talet förekommer en kortare text med bara en strof som sjungs till en annan melodi. Där förekommer ibland också anvisningar om hur sången används som ringlek. Den sentida textvarianten lyder:
Tre små gummor skulle gå en gång

till marknaden uti Nora.

Vi ska ha roligt, sa gummorna de små,

vi ska ha roligt, det kan ni väl förstå.

Åka karusell,

och äta karamell

och fröjdas hela dagen uti Nora.

## Musiken

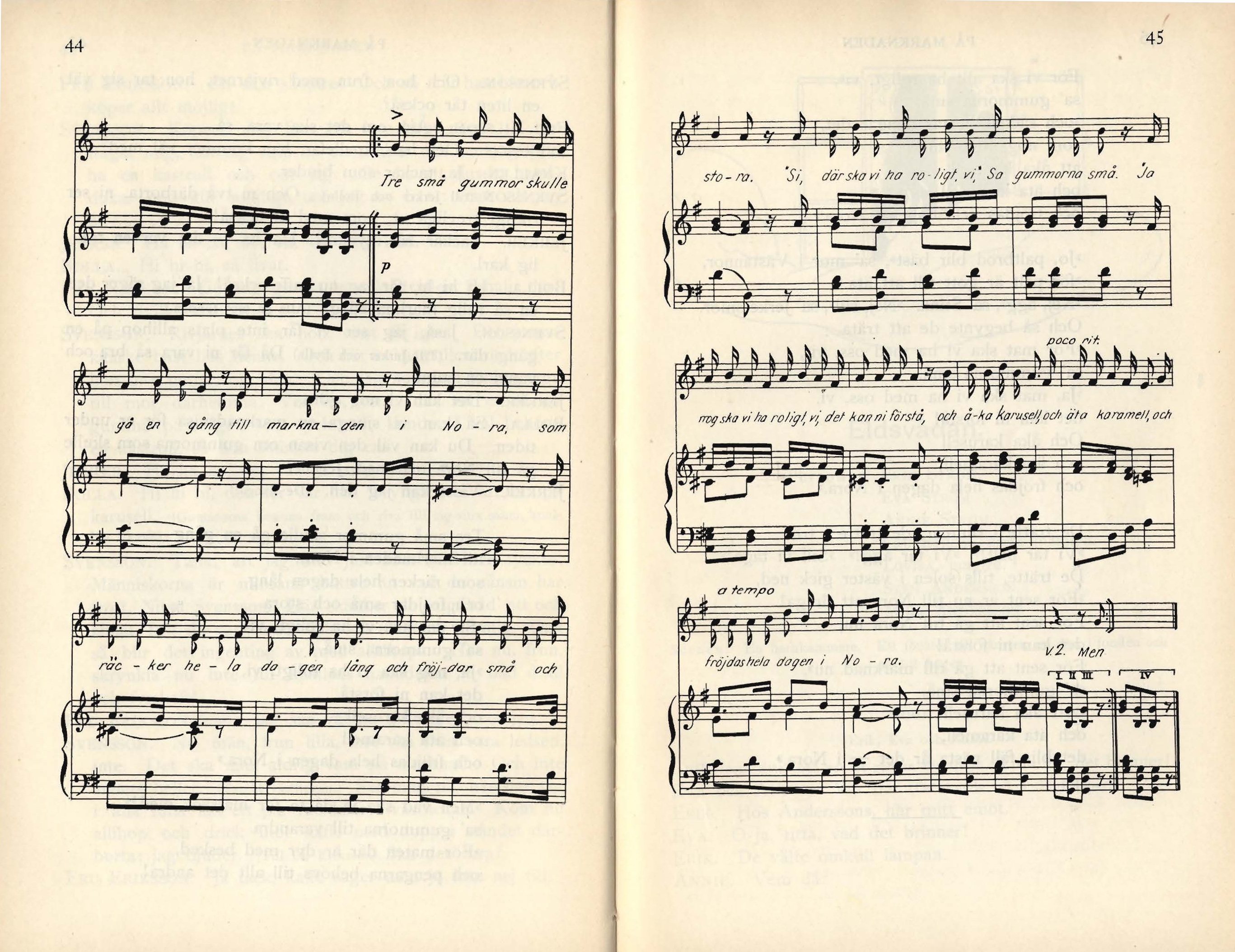
Musiken för sång och piano ur Lekar och sagospel är av okänd upphovsman.

Inledningen till Tre små gummor i den sentida versionen.

Första gången texten publiceras med musik är i Lekar och sagospel. I sentida utgåvor, med den kortare texten, anges oftast att den sjungs till en melodi av traditionellt ursprung.

## Inspelningar
En tidig inspelning gjordes av Kajsa från Skönberga, med Theo Mackeben på piano, i Berlin i november 1929, och utkom på skiva i december samma år.

## Övrigt
Sången har inspirerat till en kriminalroman av Maria Lang med titeln Tre små gummor.